# Guatteria scandens
Guatteria scandens é uma espécie de magnólia .  Foi descrito pela primeira vez por Adolpho Ducke .  Guatteria scandens pertence ao gênero Guatteria e à família Annonaceae . Não existe esse tipo listado.